# Četnici

Četnická vlajka

Četnici byli příslušníci srbských národních paravojenských sborů, které se objevily poprvé v dobách balkánských válek na počátku 20. století, když se rozpadala Osmanská říše, později pak působily i v dalších konfliktech. Zpočátku se jednalo pouze o protiosmanské a protibulharské bojovníky, prosrbský boj skupin se objevil až později. Slovo srbsky „četnici“ pochází od výrazu „četa“, tedy vojenské čety. Do jihoslovanských jazyků se dostalo zprostředkovaně přes turečtinu z češtiny.[zdroj⁠?!](snad z počítat, počet, četnost ?) Pro činnost četnických skupin se užívalo slovo srbsky četovanje.

## Historie

### Začátky četniků

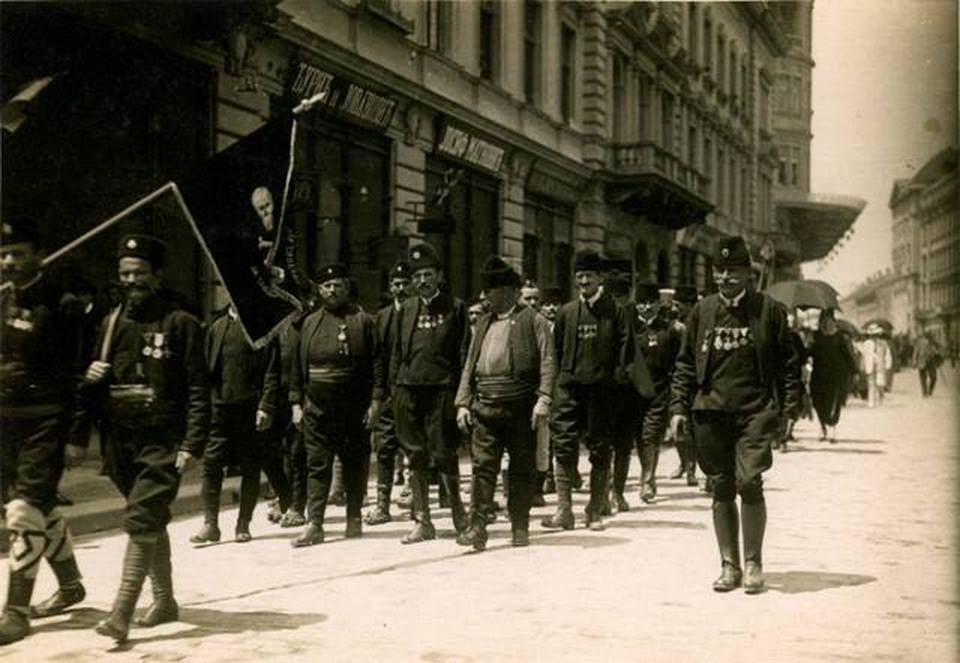
Četnici na přehlídce v Bělehradě, cca 1920.

První zmínka o četnicích na území bývalé Jugoslávie pochází z roku 1903. Bělehradský lékař Milorad Gođevac tehdy zřídil první četu. Ta se přesouvá na jih do dnešní Makedonie, kde podniká teroristické útoky jak proti osmanským silám, tak i proti vojenským sborům jiných zemí. Oficiálně hlavním cílem četniků tehdy bylo ochránit Srby od útoků Bulharů, neboť územní nároky obou zemí v oblasti dosud ještě nebyly vyjasněné. Přestože se většina obyvatel nehlásila ani k srbské, ani k bulharské národnosti, ale pouze k pravoslaví, tehdejší vlády se snažily získat co nejvýhodnější pozici a zabrat co největší území.
Tyto akce probíhaly v letech 1903 až 1908, poté četnici bojovali opět v letech 1912 a 1913, tedy v období balkánských válek. Spolu s tehdejší srbskou armádou zasáhli do soubojů i do bojů v první světové válce.

### Četnici v meziválečném období
Organizace po první světové válce začala hlásat čistotu tzv. srbských zemí. Nyní četnici začínají svoji pozornost obracet na západní Balkán a jugoslávské oblasti, a to se snahou o asimilaci Bosňáků, Albánců, Makedonců, Chorvatů a ostatních národů v regionu. Vzniká ideologie Velkého Srbska, ne nepodobná Velkému Chorvatsku, které těsně před válkou začal organizovat nacionalistický ustašovský režim.

### Četnici za druhé světové války a později

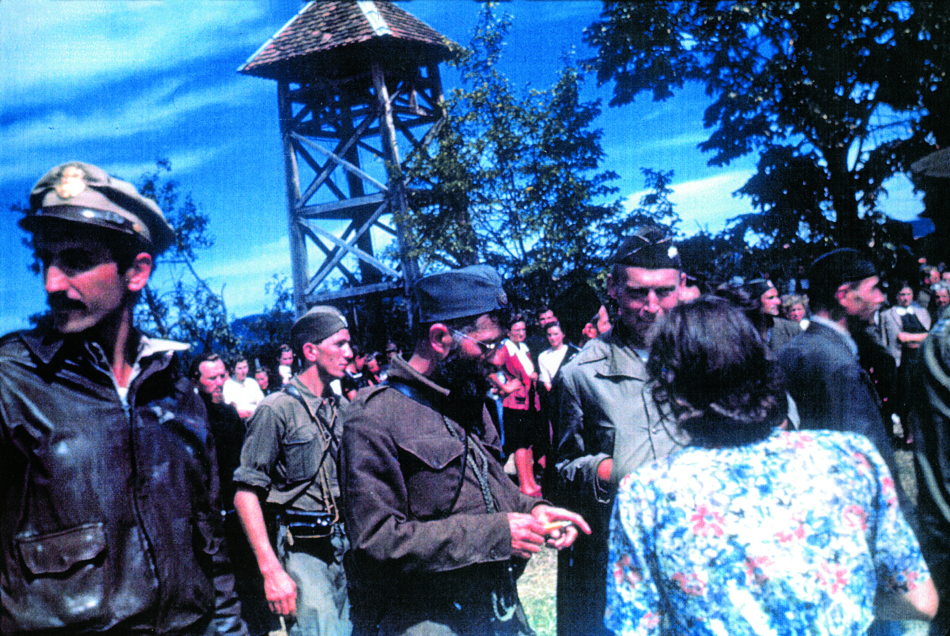
Společná přehlídka amerických jednotek a četniků v Pranjani 6. září 1944: Kpt. Nick Lalich (OSS), Gen. Dragoljub Mihailović (JVuO) a plk. Robert McDowell (OSS)

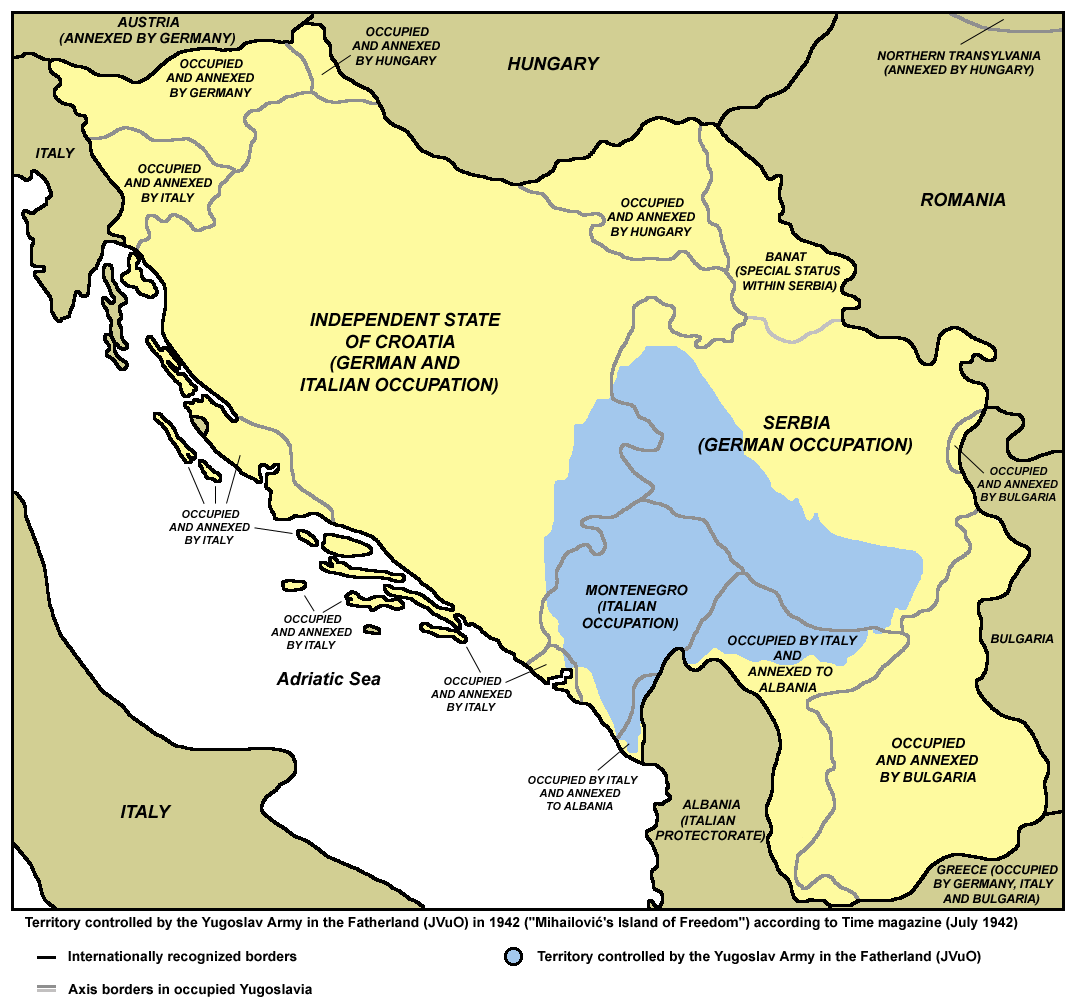
Území kontrolované Jugoslávským vojskem ve vlasti (modře).

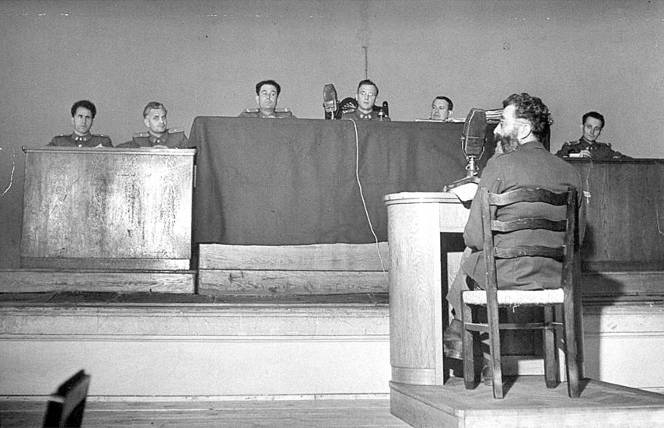
Draža Mihailović u soudu.

Po porážce jugoslávské armády v dubnu 1941 se její zbytky stáhly do hor a podobně jako později komunisté se začali věnovat partyzánskému boji. Velmi rychle se vykrystalizoval z odpůrců na území tehdejšího Srbska, ale také Slovinska royalistický proud hnutí odporu. Ten získal na nějaký čas sympatie západních zemí. Na rozdíl od partyzánů však mezi četniky byli v drtivé většině Srbové, kteří přijali ideu vybudování Velkého Srbska. Jejich heslem bylo srbsky „Za kralja i otadžbinu“ (Za krále a vlast). Většině příslušníků velel Draže Mihailović. Četnici byli toho názoru, že je nezbytné neprovokovat okupační vojska do doby, než se na Balkáně vylodí jednotky spojenců (především britská armáda), která by mohla vést efektivní boj proti Němcům, Italům, Bulharům a dalším. Jejich strategií proto bylo vyčkávání – a jen přes velké zapření se rozhodli v září 1941 pro ozbrojené akce proti Němcům.
Spolu s Titovými partyzány dokázali četnici (dle srbské historiografie Jugoslávské vojsko ve vlasti – JVuO) osvobodit rozsáhlé území v oblasti západního Srbska, které bylo později známo jako Užická republika. Během bojů o Užickou republiku se objevily první případy kolaborace se silami osy.
Během roku 1942 četnici přešli do boje proti partyzánům ve spolupráci s Německem a Itálii, čímž ztratili podporu spojenců. Později se také spojil s Chorvatským státem, jenž považovali za menší zlo ve srovnání s Titovými partyzány. Dopouštěli se válečných zločinů na nesrbském obyvatelstvu.
Klesající popularita četniků na konci války a rostoucí vliv komunistů donutil Dražu Mihajloviće a jeho spolupracovníky přehodnotit taktiku a zříci se velkosrbských myšlenek, když ne úplně, tak alespoň z části. Po druhém zasedání AVNOJe (zárodku lidového shromáždění, organizovaného partyzány a s nimi sympatizujícími silami) se konal četnický sjezd ve vesnici Ba, který se oficiálně vyslovil za konfederativní Jugoslávii tří národů – Srbů, Chorvatů a Slovinců.
Po válce byli četnici jako hnutí oficiálně zakázáni a mnozí popraveni komunisty, včetně Mihailoviće. Jugoslávská exilová vláda byla donucena se zříci četniků, řada jejích členů byla vyzvána, aby přešla k partyzánskému hnutí. Někteří z členů uprchli do zahraničí. Západní země byly zpočátku uspokojeny tím, že to byli hlavně Titovi partyzáni, kteří se věnovali aktivnímu boji proti okupantům. Po prudkém zhoršení vztahů mezi Jugoslávií a západem (hlavně kvůli sporné otázce Terstu a pomoci řeckým partyzánům (rovněž komunistům) poskytly řadě utečenců azyl.

### Rozpad Jugoslávie
Během 80. let došlo v Jugoslávii k rozsáhlé společenské i politické krizi, která nastartovaly proces transformace společnosti. Stejně jako v zemích východní Evropy i zde došlo k deziluzi z idejí komunismu, nicméně na rozdíl od zemí střední a východní Evropy chyběl disent, který by mohl eventuálně vytvořit ke komunistické straně silnou opozici. Naopak; v opozici ke Svazu komunistů byli především nacionalisté, ať už srbští, tak i chorvatští. Hlásali vybudování etnicky čistých států, přehodnocení závěrů národněosvobozeneckého boje a především likvidaci komunistického režimu. Řada komunistů začala poukazovat na vzrůstající snahu četnické hnutí v Srbsku rehabilitovat, především prostřednictvím hesla srbsky Druže Tito tebi Srbi lažu, oni vole generala Dražu (Soudruhu Tito, tobě Srbové lžou, oni raději generála Dražu (Mihajloviće)). Srbští komunisté sice otevřeně odsuzovali vzkříšení nacionalistických vášní, v jejichž středu stál pokus o obnovu četnických tradic, mnohdy však tato odsouzení byla víceméně formální. Srbské politické vedení pod Slobodanem Miloševićem tento proud vědomě využívalo k prosazení vlastních politických cílů, které sledovalo v Jugoslávii.
Otevřeně k rehabilitaci četnického hnutí došlo až po roce 1990, kdy se Svaz komunistů Jugoslávie formálně odřekl monopolního postavení ve společnosti. Nové politické strany, které v Srbsku, Chorvatsku ale i jiných jugoslávských republikách začaly vznikat v průběhu roku 1989, nezřídkakdy hledaly inspiraci v četnických tradicích i zvycích. Mezi ně patřila například i Srbská národní obnova[zdroj?], či Srbská radikální strana.[zdroj?] Tato podoba obnovy politického systému více politických stran v Srbsku vzbudila v ostatních jugoslávských republikách úžas a znovu vzkřísila strach z velkosrbských idejí, prosazovaných před i za druhé světové války.[zdroj?]
Vypjatá nacionalistická rétorika 90. let a občanská válka, spojená s rozpadem země, vyústila v masové rozšíření válečné psychózy, ve které bylo chorvatské obyvatelstvo ve zbytkové Jugoslávii označováno válečnou propagandou bez rozdílu jako ustašovské a srbské obyvatelstvo v nově nezávislém Chorvatsku pak častováno termínem četnici. Dobová média podporovala tento obraz a dále jej přiživovala vytvářením nových termínů, jako např. srbočetnici, velikosrbi atd. Dobová chorvatská populární hudba ve svých textech opětovala krásu chorvatské vlasti a spílala četnickým bandám.
Během 90. let bylo četnické hnutí v Srbsku (resp. svazové republice Jugoslávii) rehabilitováno. Srbská zákonná úprava se rozhodla royalistický odpor z Druhé světové války právně zrovnoprávnit s komunistickým, což v řadách komunistických veteránů vyvolalo zděšení, které iniciovalo rozsáhlou celospolečenskou diskuzi. Po celém Srbsku byly vybudovány památníky představitelům četniků, kteří bojovali v Druhé světové válce. Mezi taková místa patří např. Ravna gora, místo, kde se nacházel generální štáb četnického vojska (JVuO).